# Catacumba de Calepódio
A Catacumba do Calepódio (também chamada de Cemitério do Calepódio) é uma das catacumbas de Roma, notável por abrigar as tumbas do papa Calisto I (que, ironicamente, é o criador da Catacumba de Calisto, que contém os túmulos de uma dúzia de outros papas) e do papa Júlio I, além do epônimo Calepódio. Está localizada na Via del Casale di San Pio V, no quartiere Aurelio de Roma.

## História
Calisto I (217 - 222) foi enterrado na catacumba do Calepódio ao invés da catacumba que leva o seu nome supostamente por que esta última estava sob a vigilância dos guardas imperiais. Esta lenda, assim com a do martírio de Calisto I é improvável, pois não houve perseguições aos cristãos no reinado de Alexandre Severo, o imperador quando Calisto I morreu:p. 26. Porém, Júlio I mandou construir um túmulo mais elaborado de Calisto I na catacumba no século IV, decorado com afrescos de seu suposto martírio:p. 26. Esta tumba foi descoberta em 1960, embora as relíquias já tivessem sido transladadas para Santa Maria in Trastevere em 790 pelo papa Adriano I por causa da iminente invasão lombarda:p. 26.
O único outro sepultamento papal realizado na catacumba de Calepódio foi o de Júlio I (337 - 352), cujas relíquias, juntamente com as de Calepódio, também foram levadas para Santa Maria in Trastevere:p. 35.